# Tristan Dingomé
Tristan Dingomé (Les Ulis, 17 de febrero de 1991) es un futbolista francés que juega de centrocampista en el Al-Fateh S. C. de la Liga Profesional Saudí. Cuenta también con la nacionalidad camerunesa, siendo elegible por cualquiera de los dos países.

## Trayectoria
Dingomé comenzó su carrera deportiva en el A. S. Mónaco en 2011, permaneciendo en el club hasta 2014, después de estar cedido en el Le Havre A. C.
En 2014 fichó por el Royal Mouscron-Péruwelz de Bélgica, fichando en 2016 por el E. S. Troyes A. C.

### Stade Reims
En 2018 fichó por el Stade de Reims de la Ligue 1.

## Clubes
| Club                    | País           | Año       |
| ----------------------- | -------------- | --------- |
| A. S. Mónaco            | Francia        | 2011-2014 |
| Le Havre A. C. (cedido) | Francia        | 2013-2014 |
| Royal Mouscron-Péruwelz | Bélgica        | 2014-2016 |
| E. S. Troyes A. C.      | Francia        | 2016-2018 |
| Stade de Reims          | Francia        | 2018-2020 |
| E. S. Troyes A. C.      | Francia        | 2020-2023 |
| Al-Fateh S. C.          | Arabia Saudita | 2023-     |